# S/S Blida
S/S Blida var en svensk ångslup för huvudsakligen persontransporter åt Ronneby Ångslups AB på Ronnebyån, med slutdestination vid Karön i Blekinge skärgård. Fartyget levererades ursprungligen till Ronneby Helsobrunns AB, men såldes 1903 till Ronneby Ångslups AB för 5.000 kronor. Fartyget fortsatte att trafikera samma rutt längs Ronnebyån också efter ägobytet. Någon gång under 1930-talet såldes fartyget till C.A. Björkman, som döpte om fartyget till Grimsholm. Fartyget skrotades 1934.